# Tyrrhenus Labyrinthus
Tyrrhenus Labyrinthus és una formació geològica de tipus labyrinthus a la superfície de Mart, localitzada amb el sistema de coordenades planetocèntriques a -15.38 ° latitud N i 101.69 ° longitud E, que fa 102.68 km de diàmetre. El nom va ser aprovat per la UAI l'any 2006 i fa referència a una característica d'albedo.